# Janina Baranowska
Janina Baranowska (z domu Zbaraszewska, ur. 28 października 1925 w Grodnie, zm. 1 października 2022 w Londynie) – polska malarka tworząca na emigracji.

## Życiorys
Ojciec Janiny Józef Zbaraszewski był wojskowym, w 1939 otrzymał przeniesienie z Grodna do Warszawy, żona i córka miały tam dotrzeć we wrześniu tego roku. Po wybuchu II wojny światowej usiłowały przedostać się tam przez zieloną granicę, ale zostały aresztowane i uwięzione w obozie w Zarębach Kościelnych, kilka dni później zesłano je do Aktiubińska. W 1940 została deportowana do kołchozu w Dworańsku w Kazachstanie, dzięki pomocy siostry zimą 1941 została uwolniona i zamieszkały z matką w Aktiubińsku. Pracowała jako pomocnik stolarza, zamiast wynagrodzenia otrzymywała zaczyn na chleb. Wiosną 1942 przedostała się do Jangi-Julu w Uzbekistanie, gdzie zgłosiła się ochotniczo do Armii Polskiej, tam też zaginęła matka artystki, z wojskiem Janina przeszła Bliski Wschód. W Palestynie ukończyła kurs samochodowy, a następnie rozpoczęła naukę w polskiej szkole. Po przygotowaniu wielkanocnego Grobu Pańskiego została skierowana na naukę rysunku do Wlastimila Hofmana w Nazarecie, następnie razem z wojskiem znalazła się w Egipcie, gdzie ukończyła kurs łączności. W 1945 została ewakuowana do Wielkiej Brytanii, gdzie zamieszkała w Szkocji. Następnie przeniosła się do Edynburga, gdzie uczęszczała do gimnazjum i liceum w Dunalastair House. Po ukończeniu nauki w 1947 wyjechała do Londynu, gdzie rozpoczęła trzyletnie studia w Borough Polytechnic, malarstwa uczył ją syn polskich emigrantów David Bomberg. Po wyjściu za mąż za architekta Maksymiliana Baranowskiego (1913-2008) i urodzeniu syna w latach 1951-1954 uczęszczała na wykłady Mariana Bohusza-Szyszko w Studium Malarstwa Sztalugowego Polskiego Uniwersytetu na Obczyźnie. Od 1955 przez rok uzupełniała wykształcenie w Putney School of Art. Należała do Women's International Art Club, International Association of Art, National Society of Painters oraz do Zrzeszenia Artystów Plastyków Polskich, gdzie w 1958 pełniła funkcję sekretarza, a w latach 1981-1991 prezesa. 1962 r. miała wystawę w galerii Grabowskiego w Londynie.
Odznaczona m.in. Złotym Krzyżem Zasługi i Odznaką Skarbu Narodowego RP. 

## Twórczość
Janina Baranowska jest zwolenniczką sztuki czystej, poza malarstwem zajmuje się ceramiką i tworzeniem witraży. Do 1975 zajmowała się malarstwem abstrakcyjnym, od tego czasu tworzy malarstwo refleksyjne, stanowiące połączenie abstrakcji ekspresjonistycznej i sztuki figuratywnej. Ponadto zajmowała się miedziorytnictwem, tworzyła gwasze i akwarele. Dużą część swojej twórczości poświęca malowaniu pejzaży i postaci ludzkich, wiele z nich nie posiada rysów twarzy lub ma uwypuklone pewne cechy.
Prace Baranowskiej uczestniczyły w 30 wystawach indywidualnych i 60 zbiorowych, znajdują się w kolekcjach prywatnych i publicznych w Wielkiej Brytanii, Polsce, Australii, Belgii, Francji, Monako, Norwegii, Stanach Zjednoczonych, w Watykanie i Wenezueli. Stworzone przez artystkę witraże zdobią kościół św. Andrzeja Boboli w Londynie i Przenajświętszej Trójcy w Wolverhampton.